# Oliver Smithies
Oliver Smithies (født 23. juni 1925, død 10. januar 2017) var en engelsk-født amerikansk genetiker. Han var professor i patologi ved University of North Carolina at Chapel Hill. Han modtog Nobelprisen i fysiologi eller medicin sammen med Mario Capecchi og Martin Evans i 2007 for deres arbejde om "principper for at introducere specifikke ændringer af gener i mus vha. embryonale stamceller.